# Руско-шведска война (1554 – 1557)
Руско-шведската война от 1554 – 1557 е въоръжен конфликт между Кралство Швеция и Руското Московско царство, породен от погранични спорове след основаването на Московската търговска компания. Кампанията е известна и като Шведския поход.

## Предпоставки
През XVI век отношенията между Шведската и Руската корона са традиционно напрегнати. По карелската граница възникват търговски конфликти, засягащи риболова и улова на тюлени. Освен това новоустановените търговски връзки между Русия и Англия заплашват икономическите интереси на Швеция от транзитната руско-европейски стокообмен. Основана е английската „Московската компания“, упражняваща серия търговски монополи.
Шведският крал Густав I Васа безуспешно се опитва да въвлече Литва, Ливония и Дания в антируски съюз и се принуждава да започне самостоятелна кампания, като намира формален повод в дипломатическия протокол на Иван IV.

## Ход на военните действия
През 1554 Густав I съсредоточава войска в Або и Виборг и разграбва Печенгския манастир. Новгородският наместник княз Палецкий иска обяснение от Стокхолм чрез пратеника си Никита Кузмин, но последния е затворен. Цар Иван Грозни приема предизвикателството и нарежда новгородския войвода Ногтев да започне военни действия срещу шведите.
През април 1555 шведска флотилия с адмирал Якоб Баге навлиза по Нева и стоварва войски в района на крепостта Орешек, която е обсадена. Това задържа шведите три седмици и дава време на Москва да реагира. Отрядите на княз Палецкий, Ногтев, Головин и Шереметев се обединяват и свалят обсадата.
Руското командване планува ответен удар и към 20 януари 1556 около 20 000 бойци под командването на Пьотр Щенятев преминава през Смолин и Лебежье и настъпва към Виборг. Въпреки изпратените шведски и фински подкрепления Щенятев овладява и задържа града. Това явно обезкуражава Густав Васа, който предлага мирни преговори. Те са приети и в Новгород е подписано примирие със срок 40 години.